# Deportivo de La Coruña (kvinder)
Real Club Deportivo de La Coruña Femenino er den kvindelige afdeling af den spanske fodboldklub Deportivo de La Coruña. De konkurrerer i Primera División (spanske første division), de rykkede op efter at have vundet næstbedste division i maj 2019. Det var første gang nogensinde, at Deportivo skulle spille i Spaniens bedste række i kvindernes fodbold.

## Hæder
Copa de la Reina de Fútbol
- 1983, 1984, 1985

Copa Reina Sofía (uofficielle udgaver)
- 1981, 1982[2]

Segunda División
- 2018/2019

Copa Galicia
- 1987, 2018, 2019

Teresa Herrera Trophy
- 2016